# Chad Johnson (Eishockeyspieler)
Chad Terry Johnson (* 10. Juni 1986 in Saskatoon, Saskatchewan) ist ein ehemaliger kanadischer Eishockeytorwart. Zwischen 2009 und 2019 bestritt er 192 Partien für acht verschiedene Teams in der National Hockey League (NHL). Mit der kanadischen Nationalmannschaft gewann er die Silbermedaille bei der Weltmeisterschaft 2017. 

## Karriere

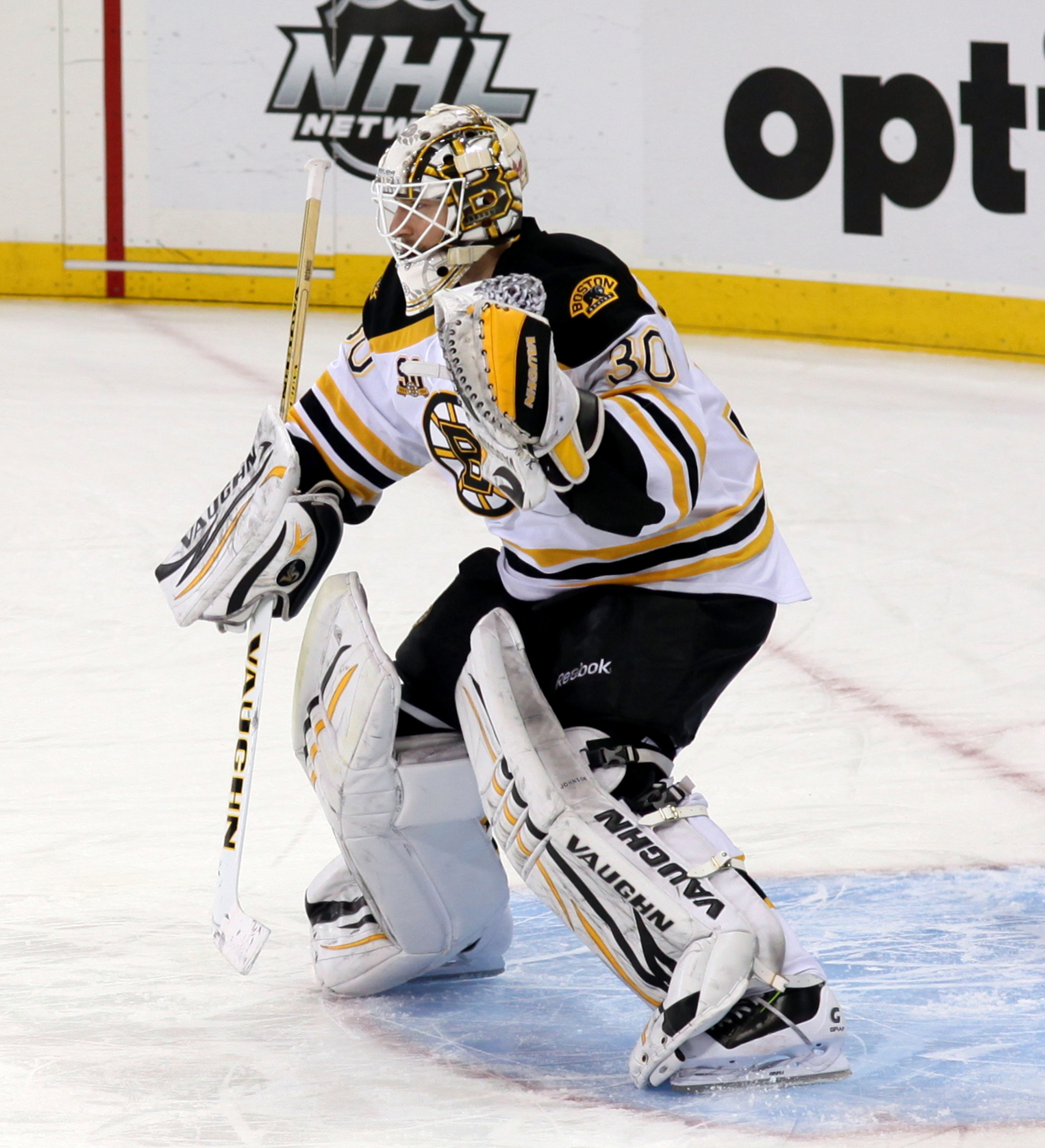
Johnson im Trikot der Boston Bruins

Johnson begann seine Karriere in den Jugendligen seiner Heimatstadt Calgary, bevor er für die Brooks Bandits in der Alberta Junior Hockey League spielte. Anschließend wechselte er 2005 an die University of Alaska Fairbanks und spielte für deren Eishockeymannschaft in der Central Collegiate Hockey Association. In seiner Debütsaison stellte er mit einem Gegentorschnitt von 2,56 einen neuen Schulrekord auf. Im NHL Entry Draft 2006 wurde Johnson in der fünften Runde an insgesamt 125. Position von den Pittsburgh Penguins ausgewählt.
In seiner letzten Collegesaison 2008/09 führte Johnson mit einer Fangquote von 94 Prozent und dem besten Gegentorschnitt der Liga die Statistiken der NCAA an. Er wurde daraufhin als bester Spieler und Torhüter des Jahres der CCHA ausgezeichnet und zudem als Finalist für den Hobey Baker Memorial Award nominiert.
Im Juni 2009 wurde Johnson im Austausch für ein Fünftrunden-Wahlrecht im NHL Entry Draft 2009 zu den New York Rangers transferiert, für die er in der folgenden Saison sein Profidebüt in der American Hockey League (AHL) gab. Dort gelang Johnson in seiner Rookiesaison auf Anhieb der Sprung zum Stammtorhüter des Hartford Wolf Pack, dem Farmteam der Rangers. Am 30. Dezember 2009 absolvierte der Torwart zudem sein erstes Spiel in der National Hockey League, als er bei der 0:6-Niederlage gegen die Philadelphia Flyers Stammtorhüter Henrik Lundqvist ersetzte. Insgesamt spielte er in zwei Saisons sechsmal für die Rangers.
Nach drei Jahren in New York und Hartford unterzeichnete Johnson im Juli 2012 als Free Agent einen Einjahresvertrag mit den Phoenix Coyotes. Zunächst kam er weiterhin in der AHL für die Portland Pirates zum Einsatz, bevor er am 28. Januar 2013 bei seinem ersten Einsatz für die Coyotes das erste Shutout seiner NHL-Karriere verzeichnen konnte. Insgesamt absolvierte er in der Saison 2012/13 vier Einsätze für die Coyotes, wobei er nur fünf Gegentore zuließ.
Zur folgenden Spielzeit unterschrieb Johnson seinen ersten reinen NHL-Vertrag über ein Jahr mit den Boston Bruins und spielte dort als Ersatztorhüter hinter Tuukka Rask. Dieser Vertrag wurde nach Saisonende nicht verlängert, sodass sich Johnson den New York Islanders anschloss, die ihn in der Folge im März 2015 samt einem erfolgsabhängigen Drittrunden-Wahlrecht im NHL Entry Draft 2016 an die Buffalo Sabres abgaben. Im Gegenzug erhielten die Islanders Michal Neuvirth. Nach der Saison 2015/16 erhielt Johnson keinen neuen Vertrag in Buffalo, sodass er sich im Juli 2016 als Free Agent den Calgary Flames anschloss. Dort teilte er sich die Einsätze im Verlauf der Spielzeit mit Brian Elliott. Im Juni 2017 wurde er gemeinsam mit Nachwuchsspieler Brandon Hickey im Tausch für Mike Smith an die Arizona Coyotes abgegeben, bei denen er bereits in der Saison 2012/13 unter Vertrag stand. In Arizona einigte man sich jedoch auf keinen neuen Vertrag, sodass er nur wenige Tage später als Free Agent zu den Buffalo Sabres zurückkehrte.
Im Juli 2018 unterzeichnete Johnson, ebenfalls als Free Agent, einen Einjahresvertrag bei den St. Louis Blues. Diese wollten ihn im Dezember 2018 über den Waiver in die AHL schicken, wobei sein Vertrag jedoch von den Anaheim Ducks übernommen wurde, die damit auf die Verletzung von Ryan Miller reagierten. In Anaheim bestritt der Kanadier bis zum Saisonende neun Partien, ehe sein auslaufender Vertrag nicht verlängert wurde. Dies bedeutete in der Folge das Ende seiner aktiven Karriere, in der er insgesamt 192 NHL-Partien bestritten hatte.

### International
Chad Johnson vertrat Kanada erstmals bei der Weltmeisterschaft 2010 in Deutschland, wo er als Ersatztorhüter hinter Chris Mason drei Einsätze absolvierte. Er beendete das Turnier mit einer Fangquote von 96,4 Prozent und einem Gegentorschnitt von 0,82 als einer der besten Back-ups. Mit Kanada schied er allerdings bereits im Viertelfinale aus und erreichte schließlich den siebten Platz. Bei der Weltmeisterschaft 2017 stand Johnson erneut im kanadischen Aufgebot und gewann mit dem Team dabei die Silbermedaille.

## Erfolge und Auszeichnungen
| - 2005 AJHL South Division First All-Star Team - 2009 CCHA-Spieler des Jahres - 2009 CCHA-Torhüter des Jahres | - 2009 CCHA First All-Star Team - 2009 NCAA West Second All-American Team |

### International
- 2017 Silbermedaille bei der Weltmeisterschaft

## Karrierestatistik

### International
Vertrat Kanada bei:
- Weltmeisterschaft 2010
- Weltmeisterschaft 2017

(Legende zur Torhüterstatistik: GP oder Sp = Spiele insgesamt; W oder S = Siege; L oder N = Niederlagen; T oder U oder OT = Unentschieden oder Overtime- bzw. Shootout-Niederlage; Min. = Minuten; SOG oder SaT = Schüsse aufs Tor; GA oder GT = Gegentore; SO = Shutouts; GAA oder GTS = Gegentorschnitt; Sv% oder SVS% = Fangquote; EN = Empty Net Goal; 1 Play-downs/Relegation; Kursiv: Statistik nicht vollständig)